# Darleane C. Hoffman
Darleane Christian Hoffman (8 de novembre de 1926, Terril, Iowa, Estats Units d'Amèrica) és una química nuclear estatunidenca, que va descobrir el núclid primordial plutoni 244 a la natura, de la fissió espontània simètrica i de l'estudi químic dels transurànics.

## Vida
Hoffman va estudiar química a la Universitat Estatal d'Iowa i s'hi va doctorar el 1951. Mentre es doctorava, va conèixer el físic Marvin Hoffmann, amb el qual es casà. Va començar a treballar com a química al Laboratori Nacional d'Oak Ridge, a l'estat de Tennessee. El 1953 es traslladà, juntament amb el seu marit, al Laboratori Nacional Los Alamos, a Nou Mèxic, on treballà en la fissió espontània. El 1984 se'n va anar cap a la Universitat de Califòrnia a Berkeley, on va dirigir el grup d'elements pesants i de radioquímica, i col·laborà amb Glenn T. Seaborg, amb qui ja havia treballat com a becària de la Fundació Guggenheim el curs 1978-79. Del 1991 al 1996 fou directora de l'Institut Seaborg per a la Ciència dels Transactinoides, situat al Laboratori Nacional Lawrence Livermore.

## Obra
Durant anys, els científics creien que els elements transurànids no existien a la natura, però el 1971 Hoffman publicà el descobriment de petites quantitats d'un isòtop de plutoni, el plutoni 244, en una formació rocosa de diversos milers de milions d'anys, tractant 260 kg del mineral bastnäsita del precambrià. Fou la demostració que el plutoni era un element primordial, si bé la seva quantitat en la natura és ínfima. El plutoni havia sigut produït per primera vegada el 1941 per Glenn T. Seaborg, Edwin McMillan, J.W. Kennedy i A.C. Wahl al ciclotró de Berkeley (Estats Units).
Hoffman realitzà un estudi químic de l'element dubni, que decau molt ràpidament. Utilitzant l'isòtop dubni 262, que té un període de semidesintegració de només 35 segons, va reeixir a estudiar-ne mitjançant sistemes automàtics el comportament tant en dissolució aquosa com en fase gasosa. Va fer una recerca semblant amb el lawrenci 103, que té un període de semidesintegració de tres minuts.
Des de la darreria de la dècada de 1930 se sap que els nuclis de certs elements es poden dividir, fissionar, quan es bombardegen amb neutrons, però a començament de la dècada de 1970 Hoffman descobrí que els àtoms del fermi 257 es podien dividir espontàniament en dues parts de massa quasi igual.
Altres recerques de Hoffmann van ser la separació química dels productes de la fissió nuclear de curta durada; separació dels lantanoides, actinoides i transactinoides; estudis de migració de radionúclids en mitjans geològics; reaccions d'ions pesants; reaccions de producció de nous isòtops d'elements pesants rics en neutrons; estudis atòmics a la vegada de propietats químiques i nuclears d'actinoides i transactinoides, inclosos els primers estudis químics dels elements 106 (seaborgi) fins al 108 (hassi).
Hoffman va rebre la Medalla Nacional de la Ciència el 1997. El 2000 va ser la segona dona que rebé la Medalla Priestley, el màxim honor de la Societat Americana de Química (ACS). També fou guardonada amb el premi de la Societat de Química Nuclear (1983) i amb la medalla Francis P. Garvan-John M. Olin (1990).